# Joseph de La Nézière
Joseph de La Nézière (n. 5 august 1873, Bourges, Centre-Val de Loire, Franța – d. 15 aprilie 1944, Casablanca, Marocul francez) a fost un pictor francez remarcat pentru scenele sale orientaliste și pentru activitatea sa în cadrul Biroului Colonial Francez și al programului său de reformare a industriilor artistice din Franța colonială.

## Biografie

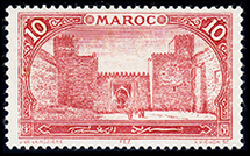
La Nézière a proiectat timbrul Marocului din 1917

Joseph de La Nézière s-a născut în Bourges, Franța în 1873 într-o familie talentată. Fratele său, Raymond de La Nézière (1865-1953) a devenit ilustrator. Fratele său mai mic, Georges de la Nézière,⁠(d) a fost ucis în luptă în Primul Război Mondial. În copilărie, Joseph a fost un elev foarte bun și a învățat pian, vioară și latină-greacă. A studiat pictura cu artistul Alfred Roll, membru al Academiei de Arte Frumoase.
La Nézière a călătorit mult în Africa de Nord și Orientul Îndepărtat și a devenit un cunoscut artist orientalist. A fost membru al Societății Geografice.
A deținut diverse funcții administrative în cadrul biroului colonial francez, care a demarat un program sofisticat de reformare a industriilor artistice din Franța colonială. La Nézière a angajat numeroși pictori orientaliști pentru a-l asista și, de asemenea, a angajat atât bărbați, cât și femei în număr egal. În jurul anului 1919, a condus un proiect cu sediul la Rabat, Maroc, pentru a produce aproximativ 300 de covoare orientale sub auspiciile Office des Industries d'Artes Indigenes. Destinate vânzării pe piața franceză, aceste covoare au fost vândute imediat și au avut o popularitate uriașă. Ele au devenit cunoscute sub numele de covorul "Atlasul Mijlociu".
A fost membru al Societății franceze a pictorilor orientaliști și a expus în mod regulat la expozițiile lor din Paris.
În calitate de pictor oficial al Biroului Colonial Francez, a fost însărcinat în 1910 să ilustreze timbrele pentru serviciul poștal al coloniilor franceze din Africa de Nord. De asemenea, a creat o serie de postere celebre pentru Expoziția Colonială de la Paris din 1931.
În 1943, s-a întors în Franța împreună cu elevul său, Henri Marie-Rose, dar în scurt timp a călătorit din nou în Maroc, unde a murit la 15 aprilie 1944 la Casablanca, Maroc.

## Operă
A lucrat ca portretist, peisagist, artist de afișe, jurnalist de călătorie în țări îndepărtate, a pictat diorame și a realizat timbre poștale în Franța, Orientul Mijlociu și Africa. A ilustrat cartea, Scene de viață siameză, de Louis P. Rivière. De asemenea, a scris o serie de cărți care au fost bogat ilustrate cu lucrările sale de artă. Principalul său mediu de lucru a fost acuarela.
Selecție de lucrări de artă

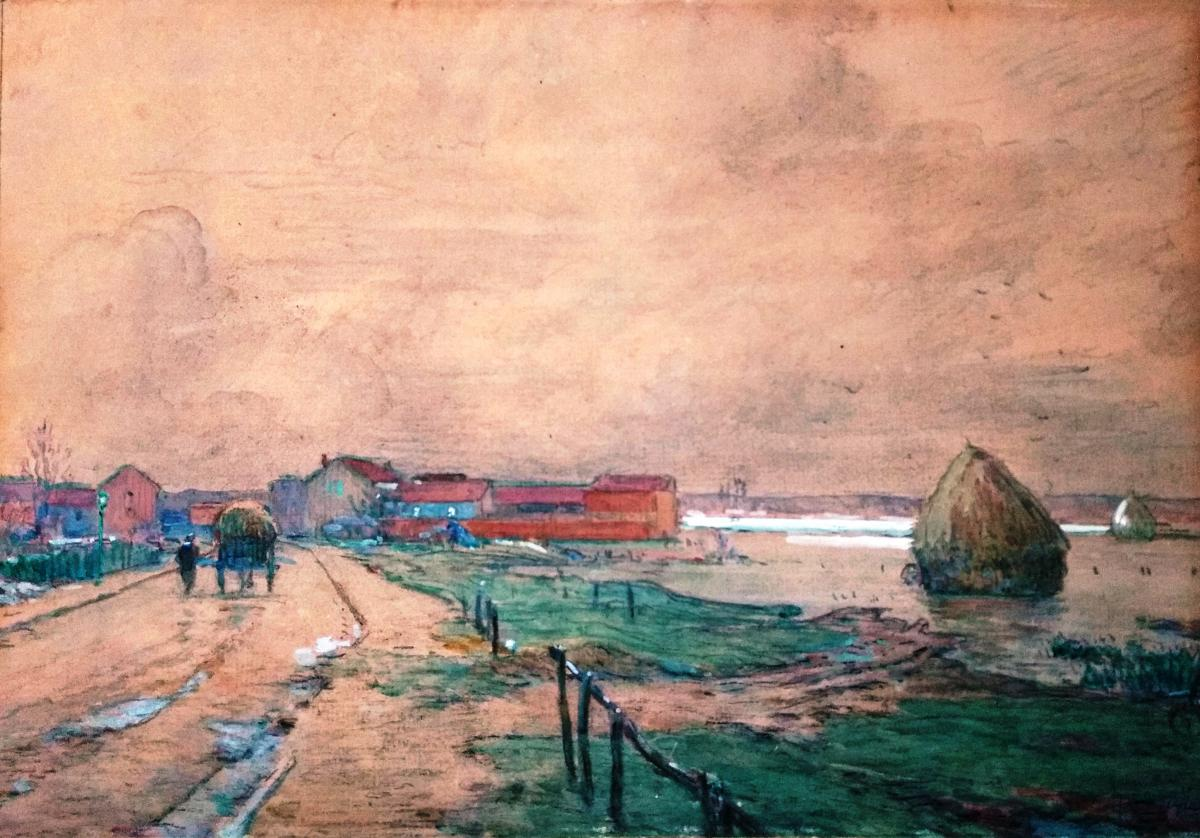
Vedere a Gennevilliers, 1910
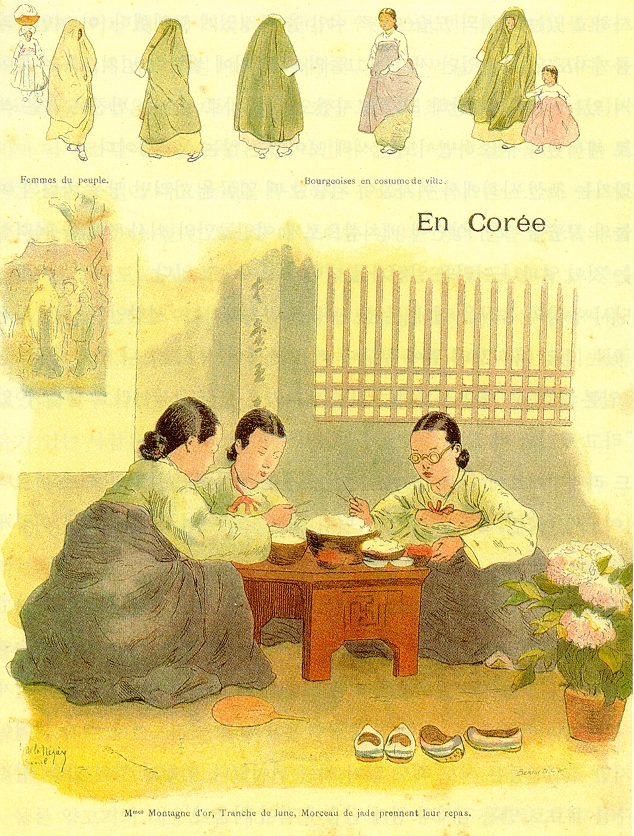
Coreea, Orientul Îndepărtat (litografie), 1903
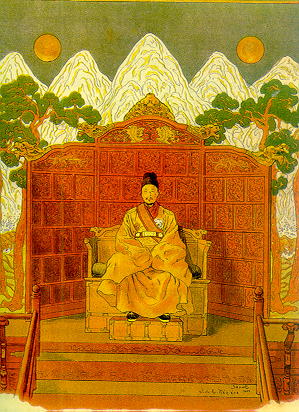
Gojong, rege al Imperiului Coreean, 1903
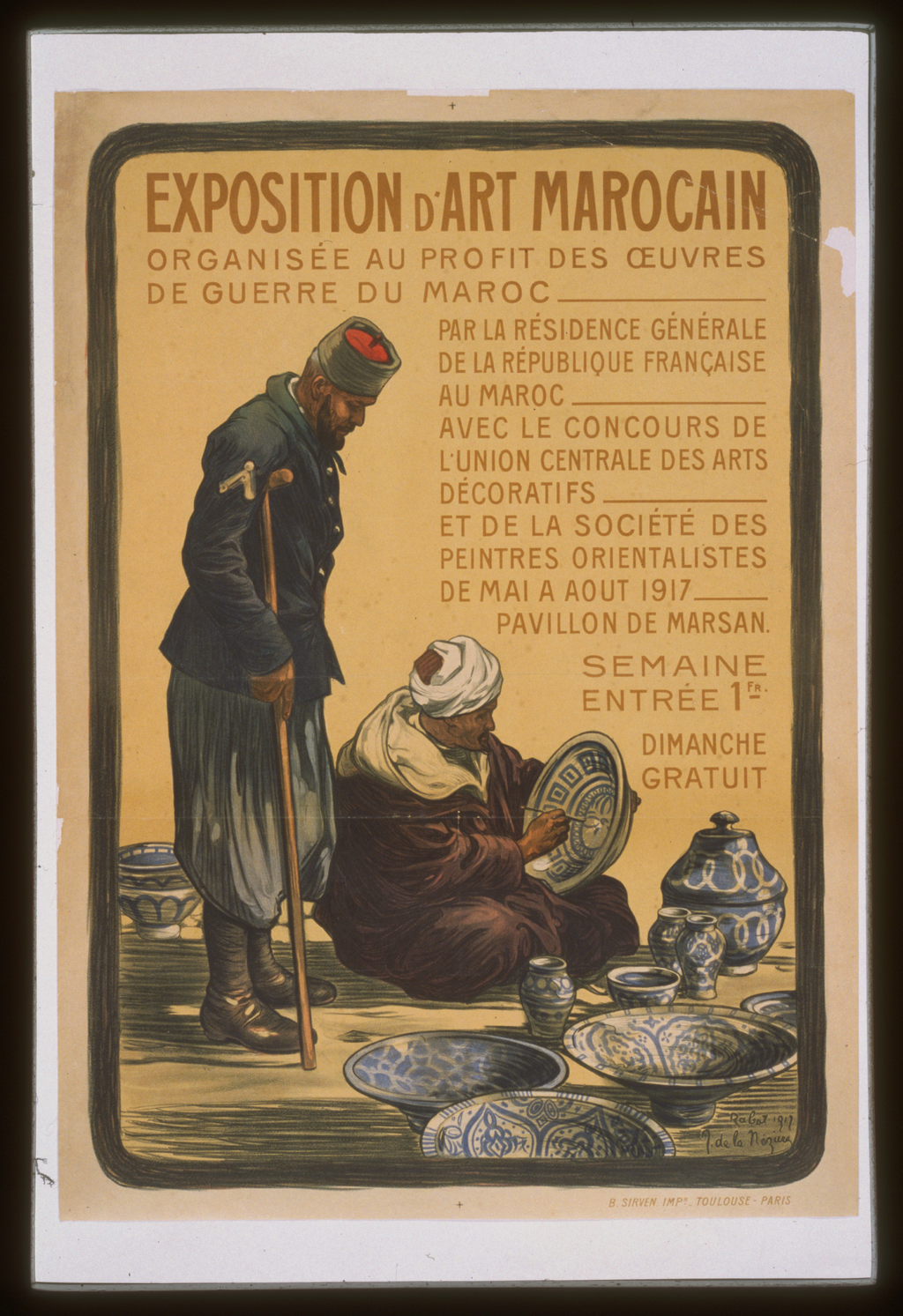
Expoziție de artă marocană (poster), 1917
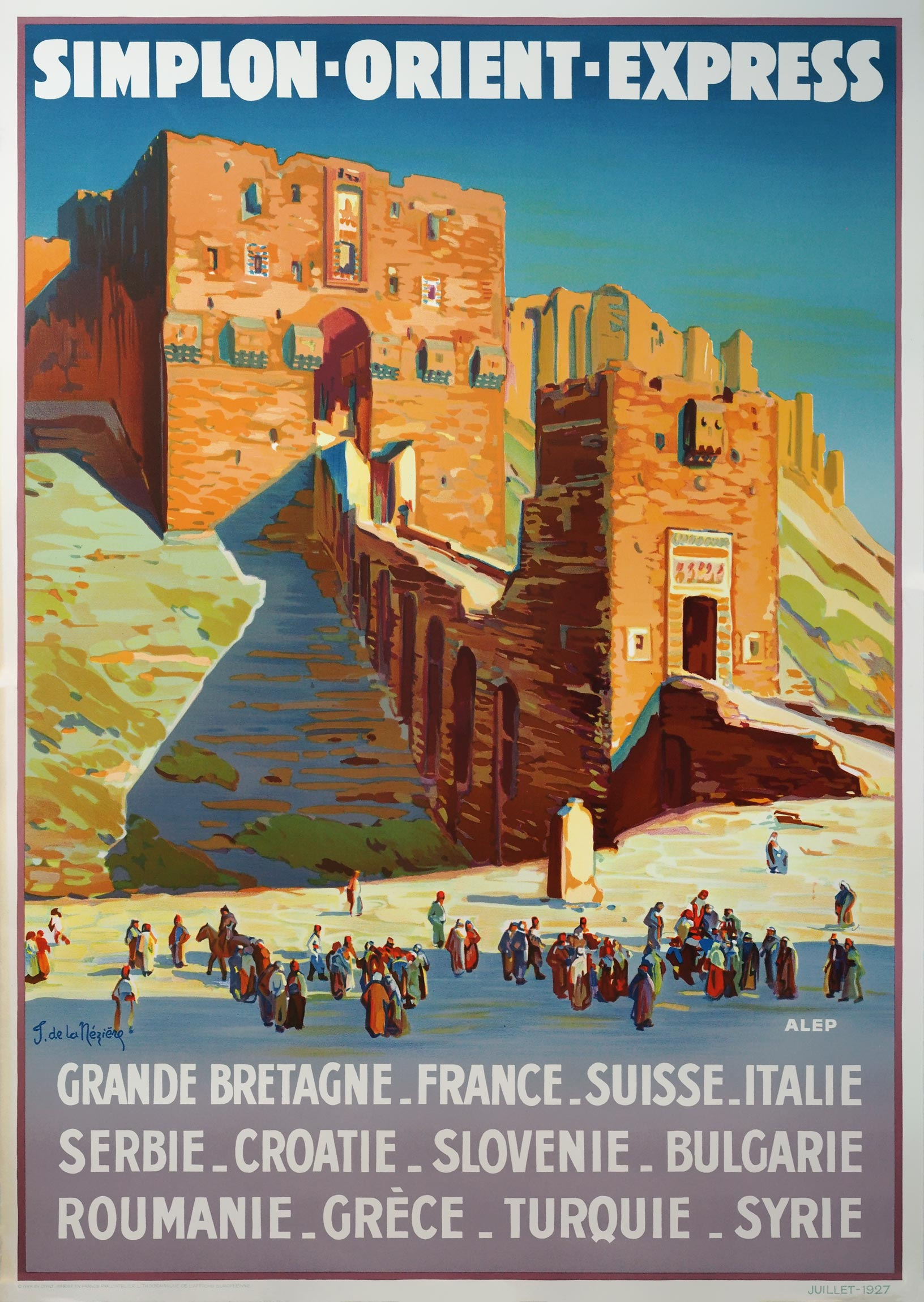
Poste Simplon-Orient-Express

Cărți
- L'Extrême-Orient în imagini: Sibérie, Chine, Corée, Japon Paris, 1904
- Les Monuments Mauresques du Maroc, volumul 1, A. Lévy, 1922
- La Décoration Marocaine A. Calavas, 1924

## Legătură externă
- Site-ul Muzeului Poștei Franceze, Franța